# Список керівників держав 481 року
Список керівників держав 481 року — це перелік правителів країн світу 481 року.
Список керівників держав 480 року — 481 рік — Список керівників держав 482 року — Список керівників держав за роками

## Європа
- Айлех — Муйредах мак Еогайн (465—489)
- Арморика — Будік I (464—501)
- Боспорська держава — цар Дуптун (470/474-491/500)
- Брихейніог — Бріхан ап Анлах (450—490)
- Брінейх — Бран Старий (475—510)
- Королівство бургундів — Гундобад (473—516); Годомар I (473—486); Годегізел (473—501); Гільперік II (473—491/493)
- плем'я вандалів — король Гунеріх (477—484)
- король вестготів — Ейріх (467—484)
- Візантійська імперія — Флавій Зенон (474—491)
- Королівство Гвент — Ідон ап Інір (480—490)
- Королівство Гвінед — Ейніон ап Кунеда (460—500)
- Гепіди — Гієсм (460—481/483)
- плем'я гунів — цар Ернак (469—503)
- Дал Ріада — Лоарн мак Ерк (474? — 498?)
- Дівед — Айргол Довгорукий (445—495)
- Думнонія — Герайнт ап Ербін (480—514)
- Ебраук — Ейніон ап Мор (470—495)
- Елмет — Масгвід Кульгавий (460—496)
- Ірландія — верховний король Лугайд мак Лоегайре (479—503)
- Король Італії Одоакр (476—493)
- Лазика — правитель, ім'я якого дискусійне (465—486)
- Морганнуг — Гвінліу Бородатий (480—523)
- Мунстер — Енгус мак Над Фройх (454—489)
- король остготів у Верхній Паннонії Видимир II (474/475-485)
- Королівство Пенніни — Артуіс ап Мор (470—500)
- Король піктів — Друст I (412/413—452/480)
- Королівство Повіс — Кінген Достопам'ятний (480—500)
- Регед — Гураст Кудлатий (450—490)
- Королівство Сассекс — Елла (477—514)
- Суассонська область — Сіагрій (465—486)
- Королівство свевів — Веремунд (475—508)
- Стратклайд — Думнагуал ап Кінуіт (470—490)
- король тюрингів Бізін (459—507)
- Улад — Муйредах Муйндерг (465—489)
- Уснех — Фіаху мак Нейлл (480 — не раніше 516)
- Салічні франки — Хільдерік I (457/458-481); Хлодвіг (481—511)
- Святий Престол — папа римський — Сімпліцій (468—483)
- Візантійський єпископ — Акакій Константинопольський (472—489)

## Азія
- Близький Схід:
  - Гассаніди — Амр III ібн аль-Нуман (453—486)
  - Кінда — Амр аль-Мансур (458—489)
  - Лахміди — аль-Асвад ібн аль-Мундір (462—490)
- Іберійське царство — цар Вахтанг I Горгасалі (449—502)
- Кавказька Албанія в 461—487 роках — провінція Персії.
- Індія:
  - Царство Вакатаків — магараджа Прітвісена II (475/480-495/500)
  - Династія Вішнукундіна — Мадхав Варма II (462—502)
  - Західні Ганги — Авініта (466—495)
  - Імперія Гуптів — Будагупта (477—496)
  - Держава Кадамба — Шивамандхатіварма (480—485)
  - Раджарата — раджа Кашияпа I (473—495)
- Індонезія:
  - Тарума — Індраварман (455—515)
- Китай:
  - Туюхун (Тогон) — Муюн Шеінь (452—481); Муюн Дулхоу (481—490)
  - Династія Північна Вей — Сяо Вень-ді (471—499)
  - Династія Південна Ці — Сяо Даочен (479—482)
  - Жужанський каганат — Юйцзюлюй Юйчен (464—485)
- Корея:
  - Кая (племінний союз) — ван Чильджи (451—492)
  - Когурьо — тхеван (король) Чансу (413—491)
  - Пекче — король Тонсон (479—501)
  - Сілла — ісагим (король) Соджи (479—500)
- Паган — король Тюе (439—494)
- Персія:
  - Держава Сасанідів — шахіншах Пероз (459—484)
    - хушнаваз й магашахі ефталітів і алхон-гунів в Траноксіані, Тохаристані й Гандхарі Хінґіла I (440—480/490); Мегама (480/490-493/494)
- Хим'яр — Шарахбіль Якуф (458—485)
- Японія — Імператор Сейней (480-484)

## Африка
- Королівство вандалів і аланів — Гунеріх (477—484)

## Північна Америка
- Мутульське царство — К'ан-Чітам (456/458-485)
- Баакульське царство — Каспер II (435/440-487)